# Дом Советов (Ростов-на-Дону)
Дом Советов — административное здание в центре Ростова-на-Дону, в Кировском районе, место пребывания администрации Ростовской области. Здание, выполненное в стиле советский конструктивизм, проектировалось и строилось, начиная с начала 1930-х годов. К началу Великой Отечественной войны завершить все работы над Домом Советов не удалось. Ремонтно-восстановительные работы были проведены лишь в 1950-х, а отделка фасадов здания завершилась только в 1968 году. Общий объём ростовского Дома Советов составляет 370 тысяч кубометров, что делает его одним из самых больших строений на Северном Кавказе и самым большим административным сооружением на юге России.

## Описание
Дом Советов находится в историческом центре Ростова-на-Дону, на площади Советов. В оригинальном проекте было предусмотрено 1000 комнат, конференц-зал, столовые, почта, парикмахерская, буфеты, типография и прочие службы. Это здание представляло собой спокойный ритм 5-8 этажных секций, замоноличенных переходами, внутренними двориками. Венцом его должен был стать цилиндрический корпус с конференц-залом. Однако этот высотный акцент закончить не успели, а то, что успели возвести, во время оккупации сильно пострадало.  Восьмиэтажное здание в ходе послевоенной реконструкции частично утратило свой первоначально запланированный облик. Фасады лишились ленточного остекления — оно было попросту заложено кирпичом, поле стены сделано рельефным, над главным входом в здание на громадные пилястры прямоугольного сечения установлен тяжеловесный портал. Авторами нового варианта фасада стали архитекторы Владимир Григор и В. И. Симонович.

## История
Проект ростовского Дома Советов составлялся в 1929-1934 годах архитектором Ильёй Голосовым. На конкурсе проектов для нового строительства в Ростове-на-Дону эскизы И. Голосова заняли второе место. На месте, выбранном для административного корпуса, до 1930 года возвышался храм Александра Невского. В 1935 году был заложен фундамент. Возведение велось недостаточными темпами. Строительство, в основном, завершилось к 1941 году. До начала Великой Отечественной войны отделочные работы не были окончены, хотя частично здание уже эксплуатировалось. В послевоенный период, воспользовавшись отсутствием средств у города, министерство обороны предложило восстановить Дом Советов силами немецких военнопленных с условием отчуждения 80% полезной площади. Город был вынужден согласиться, поэтому и сейчас в самом престижном районе Ростова-на-Дону находится так называемый часовой завод. Только крайние два крыла Дома Советов, выходящие фасадом на Большую Садовую улицу, и центральный ризалит заняты администрацией области.

## Галерея

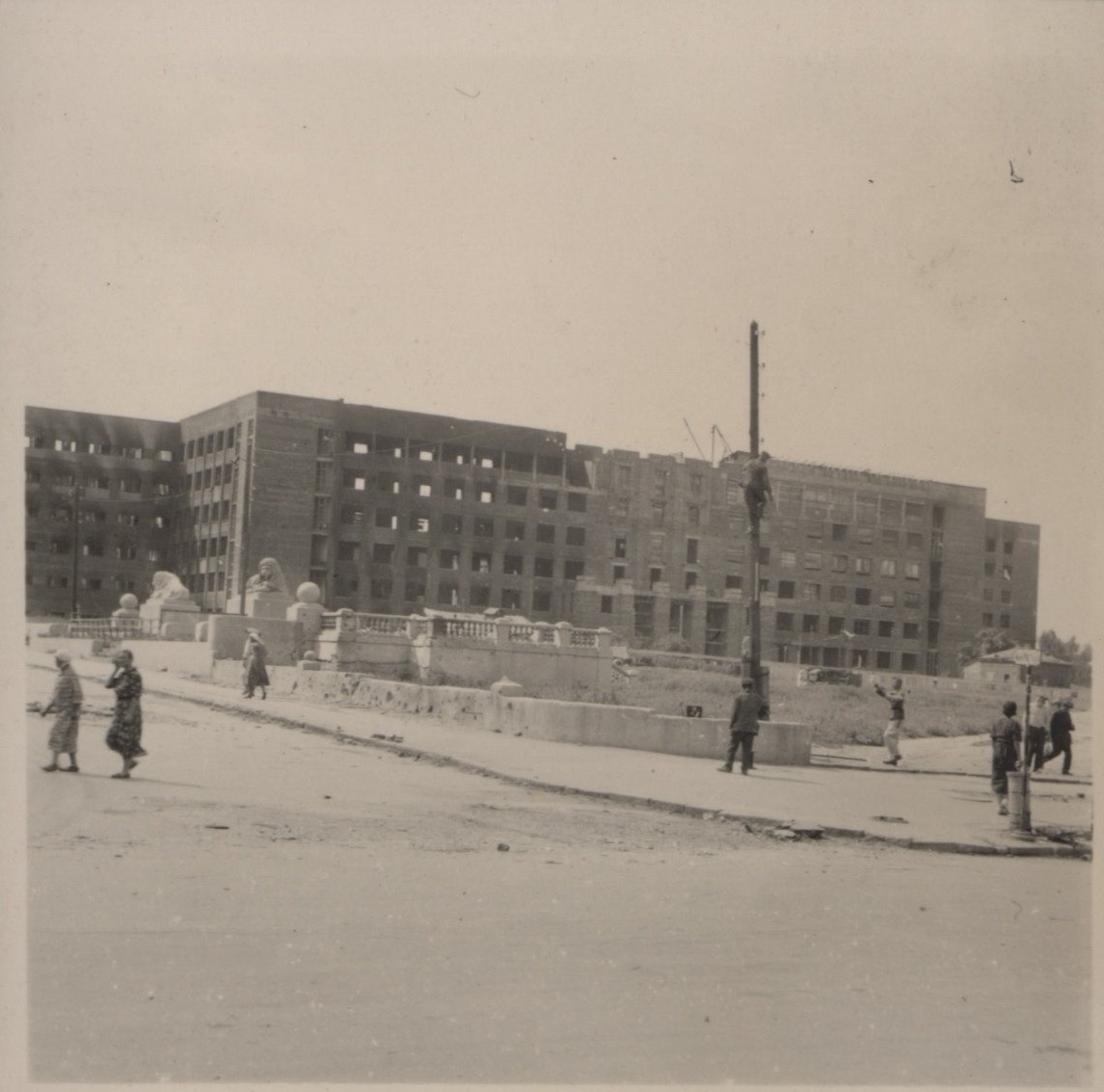
Фото восстановления Дома советов по проекту арх. Григора 1952 г.
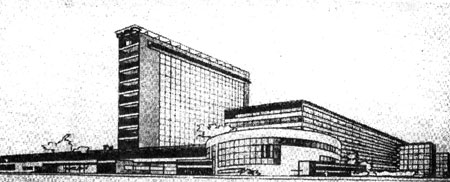
Оригинальный проект арх. И. Голосова
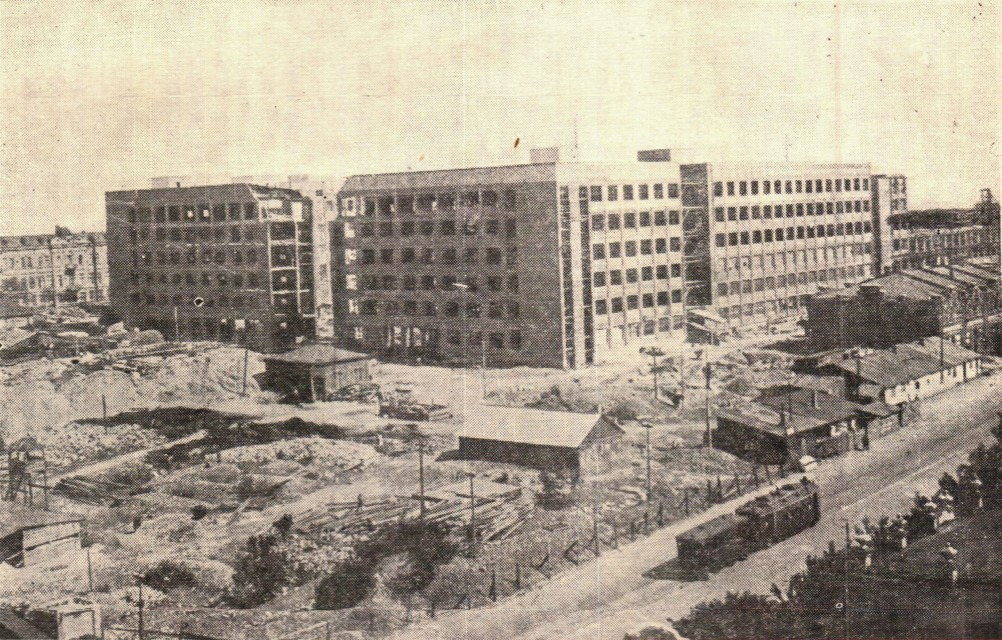
Фото строительства Дома советов, предположительно 1939 год
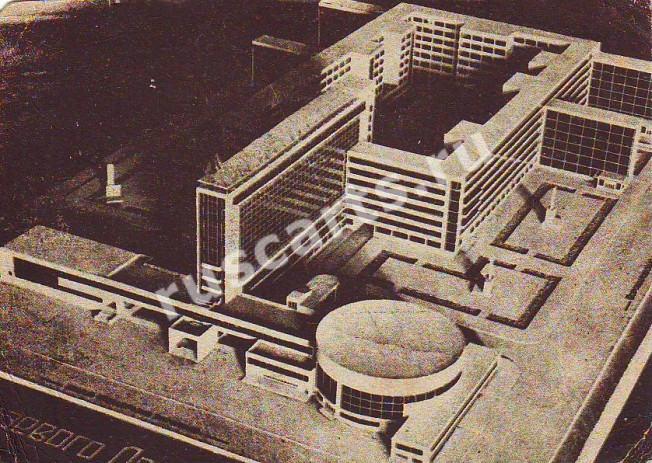
Фото макета оригинального проекта арх. Ильи Голосова 1935 год
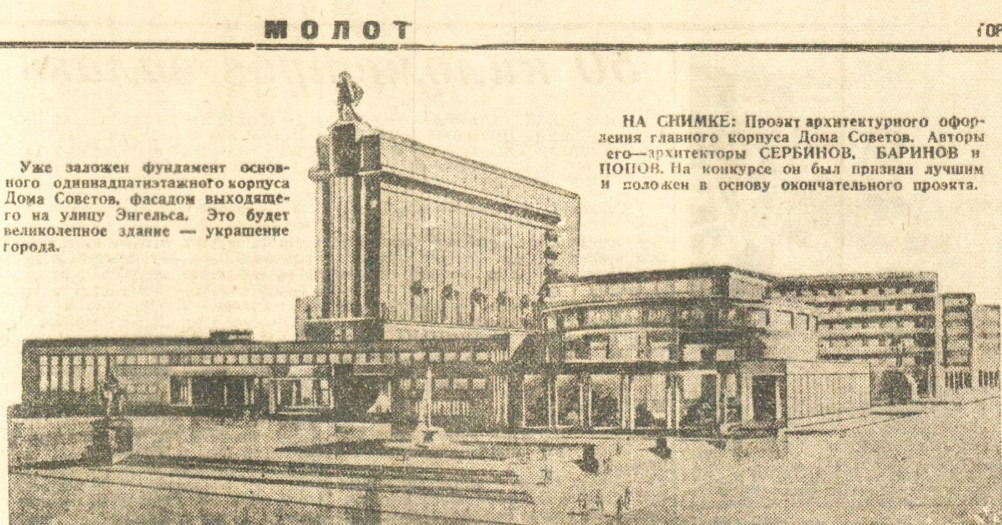
Иллюстрация из статьи газеты "Молот" о Доме советов